# Michael Dengg
Michael Dengg (* 28. März 1879 in Mauterndorf, Lungau; † 18. März 1974) war ein österreichischer Bauer, Maurer und Schriftsteller. Mit seinen Aufsätzen und Büchern leistete er Pionierarbeit für den Erhalt und die Pflege der Lungauer Volkskultur.

## Leben

### Kindheit und Jugend
Am 28. März 1879 kam Michael Dengg in der Pliescherkeusche im Mauterndorfer Ortsteil Ledermoos zur Welt. Seine Eltern bewirtschafteten zu dieser Zeit ein kleines Bauernhaus. Schon früh erwachte seine Neugier für die Menschen in seiner Heimat und deren Berufe. Im Alter von 12 Jahren begann er, als Hirtenjunge – auch Halterbub genannt – beim Veitlbauern in Fanningberg zu arbeiten. Durch diese Tätigkeit beschränkte sich seine schulische Ausbildung auf die Donnerstagsschule in Mariapfarr.
Im Jahr 1898 begann er eine Lehre als Maurer. Diesen Beruf sollte er auch sein weiteres Leben lang ausüben. Die Wintermonate überbrückte er als Knecht. Sein Maurerberuf brachte ihn an verschiedene Orte in der Steiermark, in Bayern, in Kärnten sowie nach Abbazia an der Adria. Auf diesen Reisen beschäftigte er sich stets mit den dortigen Volkskulturen. Schon zu dieser Zeit arbeitete Michael Dengg autodidaktisch an seinen schriftstellerischen Fähigkeiten. Das Ergebnis waren erste Aufsätze über seine Heimat im Lungau.

### Erste Texte
Unter dem Titel „Lungauer Heuführer in Wintersnacht“ veröffentlichte er erstmals in der „Tauern-Post, Wochenzeitung für das obere Murtal“ einen seiner Texte. In den Jahren darauf veröffentlichte er noch viele weitere Texte in Form von Aufsätzen, Gedichten und kulturgeschichtlichen Abhandlungen in der Tauern-Post. Im Jahr 1913 publizierte er sein erstes Buch mit dem Titel „Lungauer Volksleben“. Das Buch erschien im Verlag Josef Salesy und bestand aus einer Sammlung seiner bisherigen Texte. Die Texte handelten vom Leben auf der Alm, von regionalen Bräuchen oder Szenen aus dem Wirtshausleben. Auch Sagen aus dem Lungau waren enthalten. Im Laufe der Jahre folgten immer umfangreichere Neuauflagen des „Lungauer Volkslebens“.
1913 erhielt er durch die „Wörterbuchkommission der kaiserlichen Akademie der Wissenschaften“ eine Anerkennung für seinen Aufsatz mit dem Titel „Die Lungauer Dialektsprache in der vergleichenden Darstellung mit den Nachbarländern“. Auch der Heimatschriftsteller Peter Rosegger lobte Denggs Buch „Lungauer Volksleben“. Das höchste Lob erreichte Dengg am 19. Juni 1914 in Form einer Danksagung von Erzherzog Franz Ferdinand. Makaberes Detail: Die Danksagung erschien in derselben Ausgabe der Tauern-Post, in der auch vom Attentat in Sarajevo und dem dabei eingetretenen Tod des Thronfolgers berichtet wurde.

### Im und nach dem Ersten Weltkrieg
Im darauffolgenden Ersten Weltkrieg arbeitete er zunächst weiter an seinen Texten für die Tauern-Post. Vor seiner eigenen Einberufung spendete er noch an jedes Reserve- und Kriegsspital je ein Exemplar des „Lungauer Volkslebens“. Danach berichtete er von seinem Einsatz an der Front in Italien in Feldpostbriefen. Nach seinem Kriegseinsatz schrieb er wieder als Redakteur der Tauern-Post. 1920 veröffentlichte Dengg den Dreiteiler „Das Lungauer Bauernhaus“. 1922 folgte das zweite Buch von Michael Dengg mit dem Titel „Lungauer Volkssagen“. Dafür nutzte er bereits vorhandene Sagen aus seinem ersten Buch und ergänzte weitere Sagen, die er von den Einwohnern seiner Heimat sammeln konnte. Später folgten noch Ortsführer über seinen Heimatort Mauterndorf.
1922 wurde Michael Dengg Ehrenmitglied im Reichsverband der Volks- und Gebirgstrachtenvereine. Im Jahr 1926 wurde er zum „Korrespondierenden Mitglied“ der Gesellschaft für Salzburger Landeskunde ernannt. Ein Jahr später wurde er im Rahmen seiner Maurertätigkeit zum Gründungsobmann des katholischen Arbeitervereins gewählt.

### Privatleben und Tod
Er übernahm das alte, sehr baufällige Haus seines Vaters und baute dort 1937 ein neues Haus für sich und seine spätere Frau Marianna Mauser. Er heiratete die deutlich jüngere Marianna, als er selbst schon 59 Jahre alt war, im Salzburger Imbergkirchlein. Im Laufe ihrer Ehe bekamen sie acht Kinder. Dengg arbeitete weiterhin hart als Bauer und Maurer und widmete sich daneben seiner Liebe zum Schreiben.
Am 18. März 1974 starb er wenige Tage vor seinem 95. Geburtstag an Herzversagen. Sein schriftstellerisches Schaffen ist heute weiterhin in seinen Büchern festgehalten. Sein Haus wird als „Heimathaus Dengg“ (Mauterndorf 119) weiter genutzt und wurde 2020 saniert.